# إدي بيكون
إدي بيكون (بالإنجليزية: Eddie Bacon)‏ هو لاعب كرة قاعدة أمريكي، ولد في 8 أبريل 1895 في فرانكفورت في الولايات المتحدة، وتوفي في 2 أكتوبر 1963 في لويفيل في الولايات المتحدة.

## وصلات خارجية
- إدي بيكون على موقعبيزبول رفرنس.كوم (الدوري الرئيسي) (الإنجليزية)
- إدي بيكون على موقعبيزبول رفرنس.كوم (الدوري الثانوي) (الإنجليزية)